# Zond (sonde spatiale)
Pour Les missions circumlunaires, voir Programme Zond.
Pour les articles homonymes, voir Zond (homonymie).

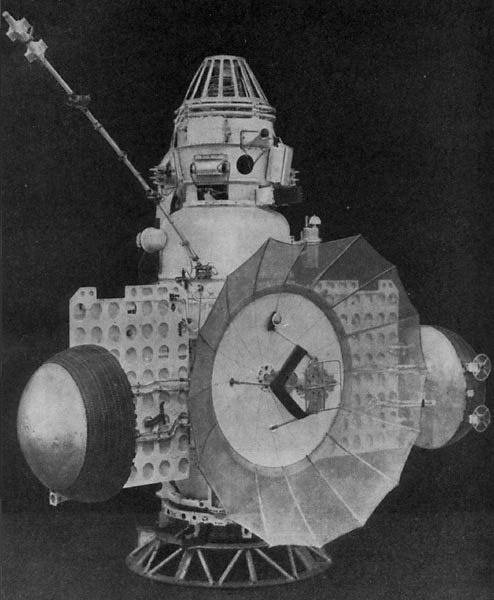
Maquette de Zond 2.

Zond (en russe : Зонд, « sonde ») constituent la troisième génération des sondes spatiales soviétiques développées pour explorer le système solaire (série des 3MV). Ces sondes spatiales devaient être utilisées pour tester les communications en espace profond et étudier les planètes Mars et Vénus. Le premier engin de cette série ayant réussi à décoller, Zond 1, est lancé le 2 avril 1964. Une seule de ces sondes, Zond 3, parvient à effectuer des photos de la face cachée de la Lune. Après deux échecs, Zond 3 est envoyée pour photographier la face cachée de la Lune puis poursuit sa course jusqu'à Mars afin de récupérer des informations télémétriques et des données sur son état.

## Contexte
Le concepteur du programme spatial soviétique Serguei Korolev et ses ingénieurs développent successivement au début des années 1960 deux séries de sondes spatiales destinées à étudier les planètes du système solaire. Les engins sont mis au point dans la hâte car l'Union soviétique et les États-Unis ont entamé une course à l'espace, destinée à démontrer la supériorité de leur système. Deux sondes spatiales de la première génération (programme Marsnik) sont préparées pour un survol de Mars mais sont toutes deux victimes en octobre 1960 d'une défaillance de leur lanceur. Une deuxième génération de sondes spatiales (2MV) est mise au point. Six sondes spatiales sont lancées en 1962 vers Mars et Vénus mais elles sont toutes victimes d'une défaillance de leur équipement ou de leur lanceur.

## Développement des sondes spatiales Zond
Face à ces échecs répétés, les responsables du programme à spatial décident de revoir leurs procédures qualité et de prévoir des missions destinées uniquement à valider le fonctionnement des nouveaux engins. Le développement d'une nouvelle génération de sondes spatiales, baptisée 3MV, est approuvée par les autorités soviétiques en novembre 1963. Les deux premières sondes spatiales qui doivent être lancées fin 1963/début 1964, sont destinées à valider les différents systèmes. Six sondes opérationnelles doivent être lancées par la suite à destination de Vénus puis de Mars. Certaines d'entre elles emportent un engin devant se poser à la surface de la planète.

## Les missions Zond

### Cosmos 21
La première sonde spatiale de la série est lancée le 11 novembre 1963. La sonde spatiale doit s'éloigner de la Terre de 12 à 16 millions de kilomètres et après avoir bouclé une demi-orbite autour du Soleil, réaliser 6 mois après son lancement un rendez-vous avec la Terre puis larguer un atterrisseur de 270 kilogrammes qui doit se poser en douceur sur le sol terrestre en testant le fonctionnement de son bouclier thermique. La sonde spatiale est lancée par une fusée Molnia qui doit d'abord la placer sur une orbite de parking avant que quatrième étage du lanceur (bloc L) ne l'injecte sur une orbite héliocentrique. Mais la séparation du quatrième étage (bloc L) se passe mal et la sonde spatiale reste bloquée sur une orbite basse de 195 x 229 kilomètres. Quelques jours plus tard la sonde spatiale est détruite en pénétrant dans l'atmosphère terrienne. Les responsables soviétiques masquent leur échec en baptisant la sonde spatiale Cosmos 21 sans divulguer son objectif initial.

### Deuxième mission
Une deuxième mission du même type décolle le 19 février 1964. Mais le troisième étage (bloc I) du lanceur Molnia explose au moment de son allumage : l'enquête menée par la suite démontre que de l'oxygène liquide s'est échappé d'une valve placée sur le circuit d'alimentation et présentant un problème d'étanchéité. L'oxygène, qui était conservée à une température très basse pour rester liquide, a gelé la conduite de kérosène toute proche.

### Zond 1
La mission Zond 1 décolle le 2 avril 1964.
- Communications perdues le 14 mai 1964
- Survol de Vénus le 14 juillet 1964

### Zond 1964A
La mission Zond 1964A décolle le 6 juin 1964 mais le lancement est un échec.

### Zond 2
La mission Zond 2 décolle le 30 novembre 1964. Les communications sont perdues en mai 1965. La sonde survole Mars le 6 août 1965.

### Zond 3
La mission Zond 3 décolle le 18 juillet 1965.

### Zond 1967A
La mission Zond 1967A décolle le 28 septembre 1967 mais le lanceur est victime d'une défaillance 60 secondes après son décollage.

### Zond 1967B
La mission Zond 1967B décolle le 22 novembre 1967 mais le lanceur est victime d'une défaillance de son second étage.